# 레벨집합 방법
레벨집합 방법은 레벨집합을 이용해 곡면에 대한 수치해석을 하는 방법이다. 알랭 데르비유(Alain Dervieux)가 개발하여 스탠리 오셔(Stanley Osher)와 제임스 세티안(James Sethian)에 의해 연구되었다.

## 같이 보기
- 영상 분할
- 스탠리 오셔